# Großwelka

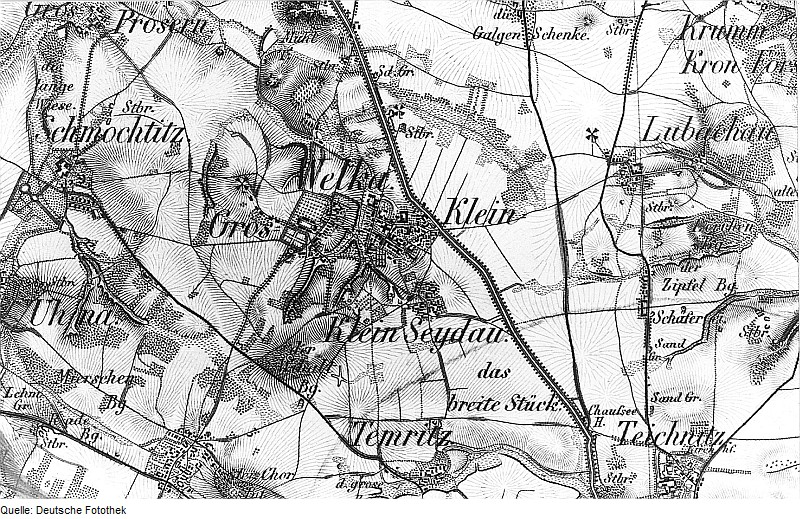
Lage von Großwelka und seinen Nachbarorten auf einer Karte von 1844/46

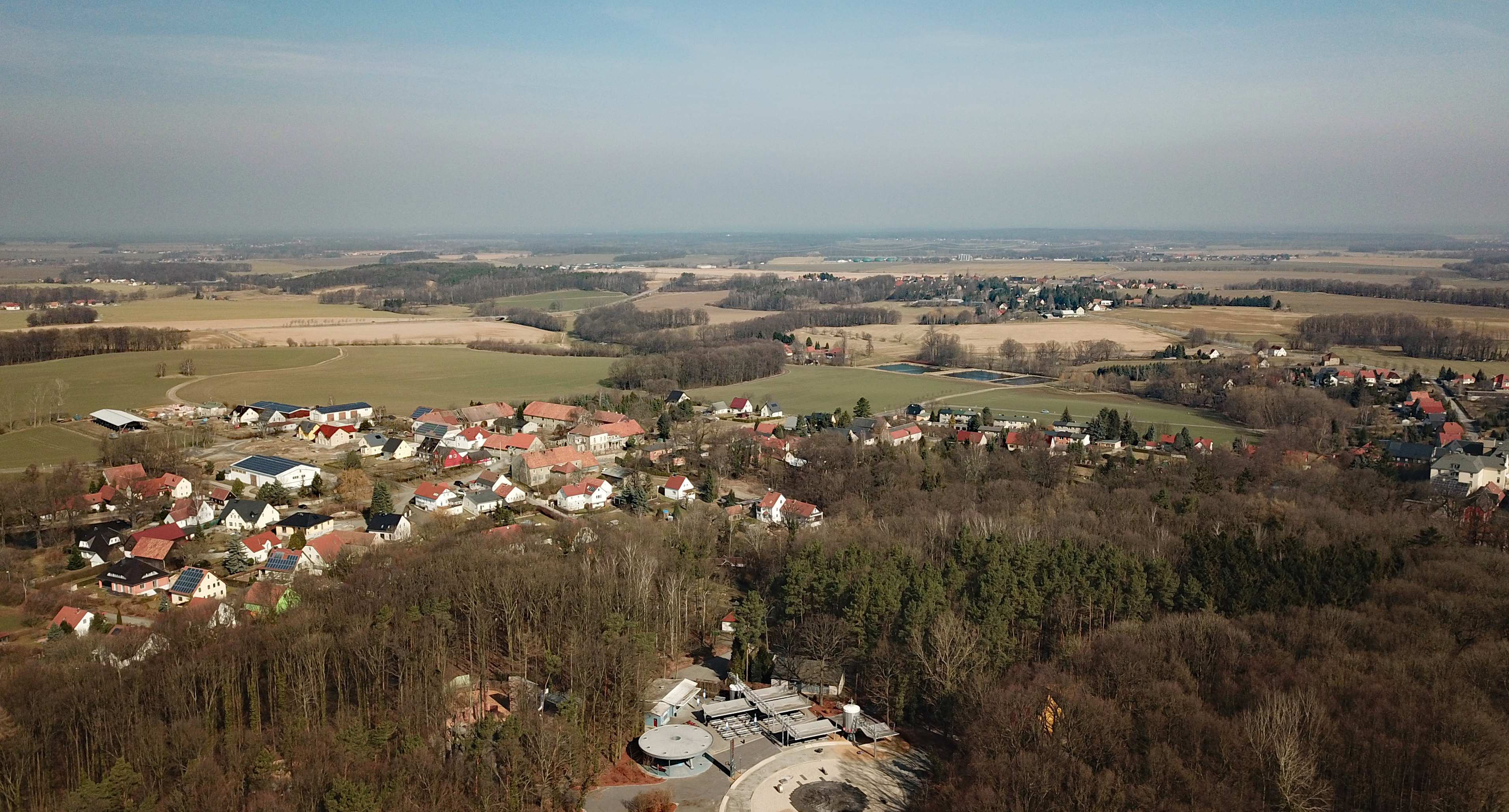
Luftbild

Großwelka, obersorbisch Wulki Wjelkowⓘ, ist ein Ort im ostsächsischen Landkreis Bautzen und gehört seit 1999 zur Großen Kreisstadt Bautzen. Seit 2007 zählt es offiziell als Stadtteil. Es liegt in der Oberlausitz und befindet sich im Siedlungsgebiet der Sorben.
Der Ortsname stammt vom sorbischen Wort wjelk für Wolf und bedeutet also „Groß-Wolfsdorf“.

## Geografie
Der Ort befindet sich etwa vier Kilometer nordwestlich des Bautzener Stadtzentrums direkt westlich an Kleinwelka anschließend. Die Umgebung ist hügelig und steigt nach Süden hin zur Wiewalze (249 m) an.
Großwelka ist der Anlage nach eine Gutssiedlung, wobei die Wohnhäuser außerhalb des Gutes in Form eines Straßendorfes angeordnet sind.
Die Nachbarorte sind Kleinwelka im Osten, Kleinseidau im Südosten, Salzenforst im Südwesten und Schmochtitz im Westen.

## Geschichte
Der Ort wurde vermutlich 1225 erstmals als Herrensitz des Everhardus de Wilchow erwähnt, wobei die Zuweisung nicht sicher ist. 1416 erfolgte die erste sichere Erwähnung als großin Welkaw; in jedem Fall ist Großwelka bereits im frühen 15. Jahrhundert ein Rittersitz und bleibt bis ins 20. Jahrhundert Sitz eines Ritterguts.
Der sächsische Kammerherr August Adolph von Below, der das Gut 1745 übernahm, gestattete der benachbarten Kolonie der Herrnhuter Brüdergemeine nicht die Entnahme von Trinkwasser aus seinen Gewässern und organisierte eigene Gottesdienste auf dem Gutshof, um seine Untertanen von den Herrnhutern fernzuhalten. Schon 1746 richtete er im Ort eine Schule für Jungen ein, die 1765 ihr eigenes Gebäude bekam. Begabten Schülern wurden Stipendien gewährt.
Im Jahre 1800 wurde das Schloss durch einen Brand zerstört und danach vereinfacht wieder aufgebaut. Im Zweiten Weltkrieg wurde die Schlossanlage, die sich im westlichen Teil des Ortes befand, erneut schwer beschädigt und danach teilweise abgebrochen.
Bis 1936 war Großwelka eine eigenständige Landgemeinde, dann erfolgte die Eingemeindung ins benachbarte Kleinwelka. 1999 wurde die Gemeinde Kleinwelka nach Bautzen eingegliedert.

## Bevölkerung
Mit 217 Einwohnern war Großwelka im Jahre 1834 ein relativ großer Ort, wobei die Zahl im Unterschied zu Kleinwelka, das im 18. und 19. Jahrhundert von den Herrnhutern ausgebaut wurde, stagnierte und sich bis heute nicht merklich verändert hat. Arnošt Muka zählte in den 1880er Jahren 204 Bewohner, davon 165 Sorben (81 %) und 39 Deutsche. Damit war Großwelka damals noch überwiegend sorbisch, während Kleinwelka zu den wenigen Dörfern der Gegend gehörte, die mehrheitlich deutsch waren. Der Anteil der Sorbisch-Sprecher im Ort ist seitdem jedoch stark zurückgegangen. Ernst Tschernik zählte 1956 in der Gemeinde Kleinwelka, zu der auch Großwelka mittlerweile gehörte, einen sorbischsprachigen Bevölkerungsanteil von noch 31,1 %. In Großwelka selbst dürfte er aufgrund der erwähnten Verhältnisse etwas noch etwas höher gewesen sein.
Die Bevölkerung ist meist evangelisch-lutherisch, wobei ein Zehntel noch im 19. Jahrhundert römisch-katholisch war. Der Ort war vom 17. bis 19. Jahrhundert nach Göda gepfarrt und gehört heute zur Kirchgemeinde St. Michael in Bautzen.

## Infrastruktur
Direkt westlich von Großwelka verläuft die als Ortsumgehung von Bautzen konzipierte neue Trasse der S 106, die einen schnellen Anschluss zur Bundesautobahn 4 (Dresden – Görlitz) und zur Bundesstraße 6 nach Bischofswerda sowie ab 2013 auch in Richtung Zittau ermöglicht.

## Sehenswürdigkeiten
- Saurierpark Kleinwelka, größter Urzoo Deutschlands, direkt östlich an den Ort anschließend
- Sauriergarten Gruß, eine kleinere Anlage des Saurierpark-Gründers in Großwelka, Ursprung des großen Parks
- Kulturdenkmale in Großwelka

## Persönlichkeiten
- Friedrich von Heyden (1838–1926), Chemiker, war einige Jahre Gutsbesitzer von Großwelka und lebte dort
- Franz Gruß (1931–2006), Bildhauer und Träger des Bundesverdienstkreuzes, Gründer des Saurierparks, lebte lange Zeit im Ort